# Mapa Winlandii

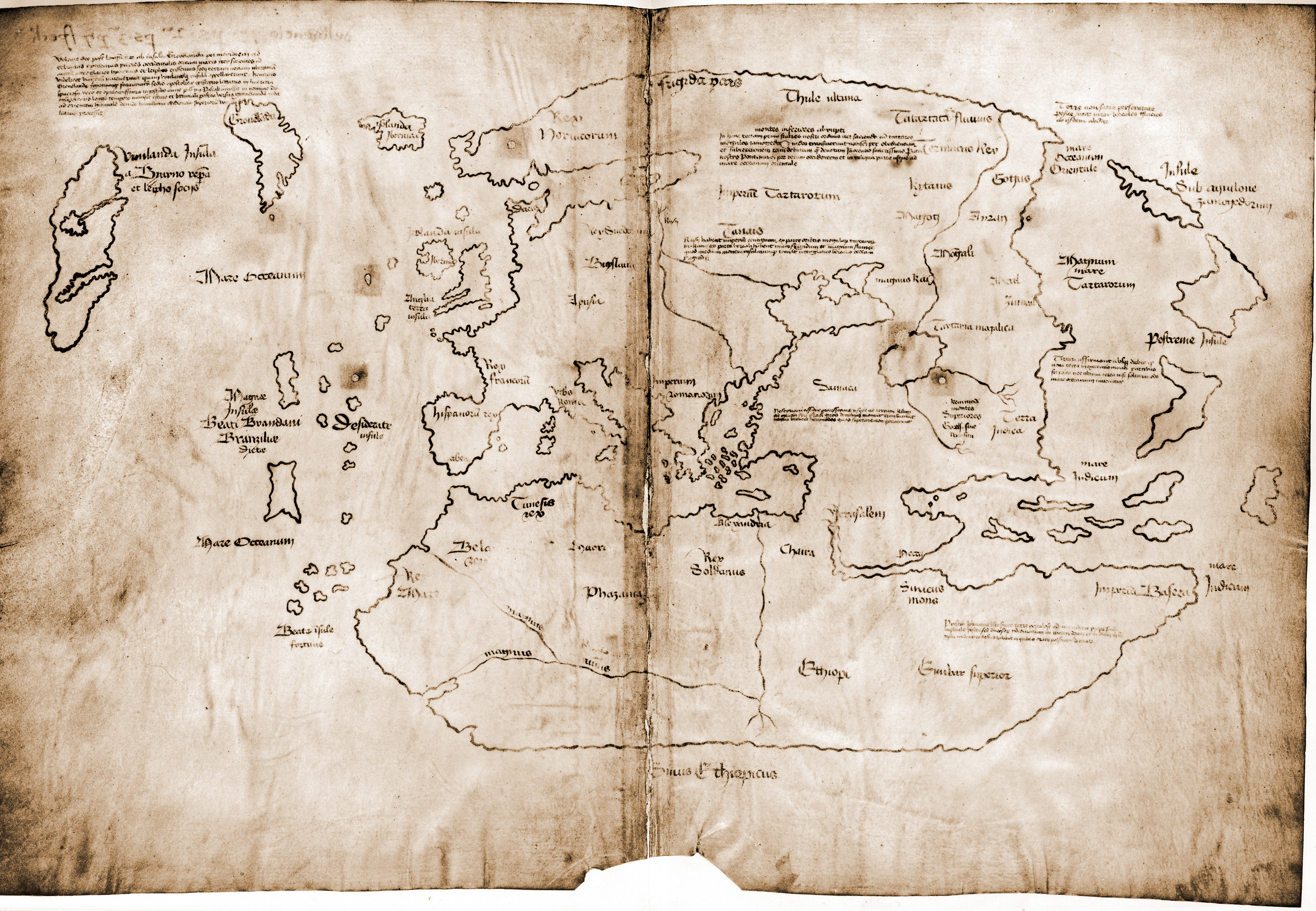
Mapa Winlandii

Mapa Winlandii – mapa świata ukazująca obszary, które w X i XI wieku odkryli wikingowie. Zaznaczono na niej zarys Europy, północnej Afryki, Azji, Grenlandii oraz położonego od niej na południowy zachód lądu zwanego Winlandią. Ląd ów - dzisiejszą Amerykę Północną - przedstawiono jako wyspę niewiele większą od Grenlandii, a widoczne na niej dwa wcięcia od strony wschodniej mają obrazować ujście Rzeki Świętego Wawrzyńca oraz ujście rzeki Hudson. Na środkowym Atlantyku, na szerokości geograficznej Półwyspu Iberyjskiego zwracają również uwagę dwie duże wyspy, opisane jako Magnæ Insulæ Beati Brandani Branziliæ dictæ - najwyraźniej dwie legendarne wyspy, znane jako Wyspa Świętego Brendana i wyspa Bresil.
Mapę, znalezioną w 1957 r., wystawiono po raz pierwszy publicznie w Oslo w dniu 9 października 1965 r., obchodzonym uroczyście w Norwegii jako dzień wikinga-odkrywcy Leifa Erikssona.
Od momentu jej ujawnienia trwają ciągłe spory o to, czy jest ona autentyczna. Część historyków i specjalistów od średniowiecznych dokumentów uważa, że jest ona fałszerstwem, ponieważ chemiczne analizy wykazały w atramencie obecność XX-wiecznego sztucznego pigmentu. Z kolei według duńskich uczonych pochodzi on najpewniej z piasku używanego do suszenia tuszu i pojawia się także na innych średniowiecznych mapach. Badacz Lars Lönnroth sądzi, że jest to XV-wieczny oryginał, do którego setki lat później ktoś po prostu mógł dodać lądy odkryte przez wikingów.

## Odkrycie i publikacja mapy

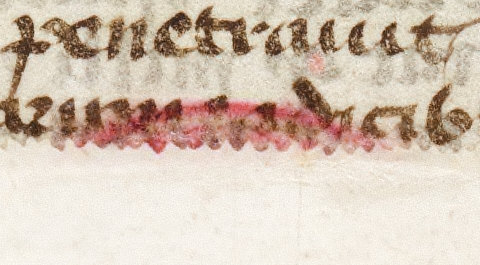
Czerwony ślad znajdujący się w manuskrypcie Speculum to jedyna pozostałość po znaku właściciela

Mapa po raz pierwszy pojawiła się w 1957 (trzy lata przed odkryciem nordyckiej osady L’Anse aux Meadows) i znajdowała się w niedużej księdze zawierającej krótki średniowieczny tekst zwany Hystoria Tartarorum. Kupił ją Paul Mellon od pewnego szwajcarskiego handlarza i w imieniu hiszpańsko-włoskiego kupca Enzo Ferrajoli de Ry bezskutecznie chciał sprzedać British Museum. Krótko potem Ferrajoli sprzedał ją za 3500 dolarów amerykańskiemu handlarzowi Laurence’owi C. Wittenowi II, który z kolei zaoferował ją Uniwersytetowi Yale. Początkowo mapa wzbudziła nieco podejrzeń, gdyż dziury w księdze nie pokrywały się z tymi na mapie. Jednak wiosną 1958 bibliotekarz z uczelni i przyjaciel Wittena, Thomas Marston, nabył od londyńskiego sprzedawcy książek Irvinga Davisa zniszczoną średniowieczną księgę Speculum historiale, która była drugim tomem Hystoria Tartarorum. Okazało się, że dziury w niej pasują do tych z mapy, a ona sama, jak i obie księgi zostały napisane przez tę samą osobę. Ponadto wszystkie ślady wskazujące na posiadacza, z wyjątkiem małej różowej pieczęci w Speculum, zostały usunięte prawdopodobnie ze względów podatkowych. Wiele lat później historyk Kirsten Seaver zauważyła, że stemple na przypadkowych stronach obu ksiąg wskazują na ich instytucjonalny, a nie prywatny, charakter.
Ponieważ Witten, chcąc sprzedać mapę Uniwersytetowi Yale, nie potrafił podać ceny oraz nie chciał ujawnić jej pochodzenia, instytucja ta skontaktowała się z Paulem Mellonem. Zgodził się on wykupić mapę (za ok. 300 000 dolarów) i przekazać uczelni, jeśli okaże się autentyczna. Zdając sobie sprawę z jej znaczenia nalegał również, by wstrzymać się z jej ujawnieniem do czasu, aż zostanie napisana naukowa książka na ten temat. Do jej opracowania wybrano trzech ekspertów, którym pomocy udzielał również Witten. Pod koniec 1964 książka The Vinland Map and the Tartar Relation została ukończona, więc Mellon przekazał mapę uniwersytetowi. Sama książka pojawiła się na rynku w 1965, dzień przed świętem Kolumba. 

## Pierwsze kontrowersje wokół autentyczności mapy
Po publikacji książki wielu badaczy miało wątpliwości co do autentyczności mapy, więc rok później, w 1966, w Smithsonian Institution zorganizowano specjalną konferencję na ten temat, ale protokół z niej nie został opublikowany jeszcze przez pięć lat.

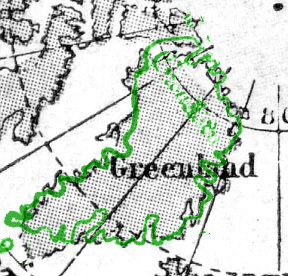
Grenlandia z Mapy Winlandii (kolor zielony) nałożona na mapę z początku XX wieku

Na konferencji w Smithsonian Institution obecny był również Witten, który udzielił wielu rzetelnych i pomocnych odpowiedzi, wskazując, że mapa jest bardzo podobna do tej, którą około 1430 wykonał włoski marynarz Andrea Bianco. Historycy zwrócili również uwagę na jej nietypowy owalny kształt, gdyż w średniowieczu mapy miały zwykle kształt koła. Najbardziej zadziwiające było jednak to, że mapa przedstawia dość dokładny kształt Grenlandii i jej położenie, podczas gdy Norwegia (której Grenlandia była kolonią) jest rażąco niedokładna. Choć jej opis jest prawdziwy to pojawiły się wątpliwości, by ktoś zdołał ją opłynąć wcześniej niż w XX wieku. Podkreślano fakt, że jeszcze w połowie XIX w. sławny niemiecki geograf i kartograf August Petermann nie potrafił określić północnego zarysu wyspy sądząc, że sięga ona poza Biegun Północny. Z kolei doktor Raleigh Ashlin Skelton, zastanawiał się czy obszary zaznaczone na dalekim wschodzie przedstawiają wyspy japońskie (Honsiu i Hokkaido) oraz Sachalin, który był pomijany nawet na orientalnych mapach z XV wieku.
Tekst w lewym górnym rogu mapy podaje m.in., że "Eryk, legat Stolicy Apostolskiej i biskup Grenlandii oraz ziem okolicznych, przybył do tego istotnie rozległego i bardzo bogatego kraju w imieniu Boga Wszechmogącego w ostatnim roku naszego najbardziej błogosławionego Ojca Paschalisa". Przyjęto, że mowa tu o papieżu Paschalisie II oraz że wzmiankowanym legatem papieskim był biskup Eryk Gnupsson, który według kronik islandzkich  zakończył wizytację Winlandii w roku 1121. Tekst na mapie używa łacińskiej formy nazwiska Leifa Erikssona („Erissonius”), co bardziej pasuje do XVII-wiecznych norm stosowanych we włoskich i francuskich źródłach. Z kolei łacińskie nagłówki zawierają kilka typograficznych wiązań æ, które w średniowieczu były prawie nieznane (zamiast nich posługiwano się prostym e). I chociaż na początku XV wieku zostały one przywrócone przez włoskich humanistów, to odnaleziono je tylko w dokumentach pisanych klasycznym stylem, nigdy zaś gotykiem jak to jest na mapie.
Podczas konferencji w 1966 eksperci od pisma nie zgodzili się też z oceną Wittena, który uznał, że napisy na mapie oraz w Speculum i Relation są dziełem tej samej osoby. Był to także główny powód odrzucenia jej przez British Museum w 1957, gdyż dostrzeżono pewne elementy w stylu pisma, których nie używano aż do XIX wieku.

## Dalsze kontrowersje i badania autentyczności mapy

### Analizy mapy
Po konferencji pojawiły się skargi wielu naukowców, którzy mieli za złe, że przez blisko dziesięć lat, od czasu odkrycia mapy, nie pozwolono im jej zbadać. Dopiero w 1967 kilku naukowców z British Museum przeprowadziło jej krótkie oględziny:
1. mimo braku specjalistycznych urządzeń uznali, że atrament użyty na mapie zdecydowanie różni się od tego z manuskryptów
2. kontury mapy składają się z dwóch nałożonych na siebie linii – jednej czarnej (przypominającej grafit lub sadzę), a drugiej żółtawej
3. cały pergamin mapy (w przeciwieństwie do ksiąg, w których był przechowywany) został pokryty lub nasączony nieznaną substancją. Badaczom nie pozwolono jednak na pobranie większej próbki do analizy.
4. mapa składała się z dwóch części połączonych na odwrocie paskiem. W tej kwestii badacze nie byli pewni czy stanowiły one wcześniej jedną całość
5. łączenia manuskryptów Speculum i Relation wykorzystywały plastikowe nici, dostępne od lat 50. XX wieku.

W 1972, wraz z pojawieniem się nowych technologii badawczych, Uniwersytet Yale wysłał mapę do analizy chemicznej. Grupa specjalistów kierowana przez Waltera McCrone’a odkryła, że żółte linie zawierają dwutlenek tytanu, który od lat 20. XX wieku używany był w bladych pigmentach. Potwierdzili również, że atrament zawiera śladowe ilości żelaza, a czarne linie rysowane były na żółtych, które stanowiły szkic mapy.
Na początku lat 80. zespół naukowców kierowany przez dr Thomasa Cahilla z Uniwersytetu Kalifornijskiego rozpoczął nowe badania mapy. Dzięki emisji promieniowania X wzbudzanej protonami odkryto, że atrament zawiera zbyt małe ilości tytanu, żeby analizy McCrone’a mogły go wykryć. Uznano jednakże, że podczas pomiarów był on znaczniej bardziej skoncentrowany niż na pergaminie, a to pozwoliło go wychwycić. Podobnie jak żelazo i cynk, których nagromadzenie także odkryto w badanych próbkach. W lipcu 2002 brytyjscy badacze Katherine Brown i Robin Clark, używając spektroskopii Ramana potwierdzili w atramencie obecność znaczących ilości dwutlenku tytanu oraz ślady czarnego pigmentu, który zasadniczo pokrywa się z typową węglową sadzą.

### Datowanie pergaminu
W 1995 fizyk Douglass Donahue oraz chemicy Jacqueline Olin i Garman Harbottle przeprowadzili badania radiowęglowe pergaminu mapy i stwierdzili, że powstał on między 1423 a 1445 rokiem. Jednakże początkowe wyniki były mylące, ponieważ nieznana substancja, którą na całej mapie odkryli badacze z British Museum, a która przez lata była ignorowana, okazała się zawierać minimalne ślady radioaktywnego opadu. Znalazł się on na pergaminie w latach 50. XX wieku, gdy przeprowadzano testy nuklearne.

### XXI wiek
Ponieważ kontrowersje dotyczące autentyczności mapy towarzyszyły jej praktycznie od samego początku, Uniwersytet Yale, który jest jej właścicielem, postanowił nie komentować sprawy, poza stwierdzeniem, że z wielkim zainteresowaniem obserwuje debaty na ten temat. W 2011 roku Paul Freedman, profesor historii Uniwersytetu Yale, jednoznacznie stwierdził, że mapa nie jest prawdziwa, choć opisuje prawdziwe odkrycia.
W czerwcu 2013 w brytyjskiej prasie pojawiły się doniesienia, że szkocki badacz John Paul Floyd, zidentyfikował źródła Speculum historiale i reprodukcji mapy Andrea Bianco, która posłużyła do stworzenia mapy Winlandii. W wydanych przed 1957 hiszpańskich książkach odkrył szczegółowy opis XV-wiecznego manuskryptu, jasno wskazującego na Speculum. Nie było w nich jednak żadnej wzmianki o mapie. Porównał ją także z oryginalną mapą Bianco z 1436 oraz jej reprodukcją z 1782 i odkrył, że wiele szczegółów bardziej pasuje do jej kopii. Na tej podstawie doszedł do wniosku, że mapa Winlandii jest fałszerstwem.